# Thromidia catalai
Thromidia catalai är en sjöstjärneart som beskrevs av Pope och Ross Robert Mackerras Rowe 1977. Thromidia catalai ingår i släktet Thromidia och familjen Mithrodiidae. Inga underarter finns listade i Catalogue of Life.